# In Trance
| 전문가 평가 | 전문가 평가 |
| 평가 점수   | 평가 점수   |
| 출처        | 점수        |
| ----------- | ----------- |
| AllMusic    | [ 1 ]       |
| Rock Hard   | 7.0/10      |
| Teraz Rock  | [ 3 ]       |

《In Trance》는 독일의 하드 록 밴드 스콜피언스의 세 번째 스튜디오 음반으로, 1975년 RCA 레코드에 의해 발매되었다. 그 음악은 이전 두 음반의 프로그레시브 크라우트록에서 완전히 벗어난 것이었다. 대신, 밴드가 나중에 세계적인 성공과 명성을 얻을 수 있는 더 짧고 촘촘한 편곡의 하드 록 사운드가 등장했다. 〈Lonesome Crow〉, 〈Fly to the Rainbow〉와 같은 노래의 맥락에서 확장된 스위트룸은 아예 없다. 이 음반은 드러머 루디 레너즈가 참여한 두 개의 스튜디오 음반 중 첫 번째 음반이었고, 현재 유명한 로고와 논란의 여지가 있는 커버 아트를 포함한 밴드의 첫 번째 음반이었다.

## 커버 아트
미하옐 폰 짐부트가 촬영한 음반 커버의 원래 버전은 커버 모델의 노출된 가슴이 기타 쪽으로 늘어져 있는 것을 명확하게 보여 검열을 받았다. 나중에 유방이 보이지 않도록 검게 그을린 부분을 방출한다. 이것은 검열을 받은 많은 스콜피언스 음반 커버들 중 첫 번째이다. 밴드의 전 리드 기타리스트 울리 존 로스는 "《In Trance》의 커버를 위한 기타로 그 일을 할 아이디어를 생각해 냈을 수도 있다"고 주장했다.
하지만 2008년 인터뷰에서 로스는 초기 스콜피언스 음반 커버가 일반적으로 "음반 회사의 아이디어"라고 주장했지만, 우리는 확실히 반대하지 않았다. 그리고 우리에게 수치심을 준다. 그 커버들은 아마도 내가 관여했던 것 중 가장 당혹스러운 것이었을 것이다." 그러나 그는 《In Trance》 커버를 "경계선"으로 분류했다.
커버에 표시된 화이트 펜더 스트라토캐스터는 로스의 것이었고 그는 일렉트릭 선의 음반 《Fire Wind》의 커버에서 같은 기타를 연주하는 것을 볼 수 있다. 이 기타는 로스가 자신이 연주했던 스콜피언스와 일렉트릭 선의 모든 후속 음반에 사용했던 기타이다.
이 음반은 밴드의 이름이 거의 모든 후속 음반 커버에 사용되는 이제는 친숙한 글꼴로 쓰인 것을 특징으로 하는 첫 음반이자 프로듀서 디터 디어크스와의 첫 협업이었다.

## 곡 목록
| #  | 제목                    | 작사·작곡                    | 재생 시간 |
| -- | ----------------------- | ---------------------------- | --------- |
| 1. | 〈Dark Lady〉           | 울리 존 로스                 | 3:30      |
| 2. | 〈In Trance〉           | 루돌프 쉥커, 클라우스 마이네 | 4:47      |
| 3. | 〈Life's Like a River〉 | 로스, 쉥커, 코리나 포트만    | 3:54      |
| 4. | 〈Top of the Bill〉     | 쉥커, 마이네                 | 3:26      |
| 5. | 〈Living and Dying〉    | 쉥커, 마이네                 | 3:24      |

| #   | 제목                 | 작사·작곡    | 재생 시간 |
| --- | -------------------- | ------------ | --------- |
| 6.  | 〈Robot Man〉        | 쉥커, 마이네 | 2:47      |
| 7.  | 〈Evening Wind〉     | 로스         | 5:06      |
| 8.  | 〈Sun in My Hand〉   | 로스         | 4:25      |
| 9.  | 〈Longing for Fire〉 | 쉥커, 로스   | 2:44      |
| 10. | 〈Night Lights〉     | 로스         | 3:14      |